# Teleport (фоторедактор)
Teleport — софтверная компания (Teleport Future Technologies, Inc.) и одноимённое мобильное приложение, позволяющее вырезать фон, изменять цвет волос и кожи, а также другие элементы фото-видео с помощью нейронной сети.
Компания Teleport Future Technologies основана в 2017 году в Делавэр (США) трёмя основателями: Владислав Уразов, Богдан Матвеев и Виктор Кох. Компания специализировалась на технологиях модификации фото и потокового видео в режиме реального времени.
Стартап привлек 1$ млн инвестиций. В 2017 году приложение заняло второе место в рейтинге бесплатных приложений AppStore В первые 2 дня работы приложение скачало более миллиона пользователей благодаря виральному эффекту..
В декабре 2018 года приложение Teleport купила крупная американская компания Snap. В Snap перешли ключевые сотрудники Teleport. Сумма сделки — 8$ млн
.